# Vjačeslav Semjonov
Vjačeslav Semjonov (18. srpna 1947, Kyjev – 22. srpna 2022) byl ukrajinský fotbalista, útočník, jenž reprezentoval někdejší Sovětský svaz.

## Fotbalová kariéra
V nejvyšší soutěži Sovětského svazu hrál za Dynamo Kyjev, Zarju Vorošilovgrad a Dněpr Dněpropetrovsk, nastoupil ve 182 ligových utkáních a dal 33 gólů. V Poháru mistrů evropských zemí nastoupil ve 2 utkáních a v Poháru UEFA nastoupil ve 2 utkáních. Za reprezentaci Sovětského svazu nastoupil v roce 1972 v 11 utkáních a dal 4 góly. S reprezentací Sovětského svazu získal bronzovou medaili za 3. místo na LOH 1972 v Mnichově, nastoupil v 5 utkáních a dal 3 góly.

## Ligová bilance
| Ročník                               | Zápasy | Góly | Klub                 |
| ------------------------------------ | ------ | ---- | -------------------- |
| Sovětská fotbalová Vysšaja liga 1966 | 0      | 0    | Dynamo Kyjev         |
| Sovětská fotbalová Vysšaja liga 1967 | 1      | 0    | Dynamo Kyjev         |
| Sovětská fotbalová Vysšaja liga 1968 | 2      | 0    | Dynamo Kyjev         |
| Sovětská fotbalová Vysšaja liga 1969 | 19     | 5    | Zarja Lugansk        |
| Sovětská fotbalová Vysšaja liga 1970 | 31     | 4    | Zarja Vorošilovgrad  |
| Sovětská fotbalová Vysšaja liga 1971 | 29     | 7    | Zarja Vorošilovgrad  |
| Sovětská fotbalová Vysšaja liga 1972 | 27     | 7    | Zarja Vorošilovgrad  |
| Sovětská fotbalová Vysšaja liga 1973 | 22     | 0    | Dynamo Kyjev         |
| Sovětská fotbalová Vysšaja liga 1974 | 0      | 0    | Dynamo Kyjev         |
| Sovětská fotbalová Vysšaja liga 1975 | 11     | 1    | Dněpr Dněpropetrovsk |
| Sovětská fotbalová Vysšaja liga 1976 | 16     | 2    | Zarja Vorošilovgrad  |
| Sovětská fotbalová Vysšaja liga 1977 | 24     | 7    | Zarja Vorošilovgrad  |
| CELKEM 1. liga                       | 182    | 33   |                      |